# Tu forma de ser (canción)
«Tu forma de ser» es el octavo sencillo del dúo mexicano Alberto y Roberto, perteneciente al álbum de estudio Las Dos Caras De La Cumbia (2001). La canción se lanzó mundialmente en México el  16 de octubre de 2001. Es una adaptación de la canción Loco (Tu forma de ser) del grupo musical argentino Los Auténticos Decadentes lanzada en 1989. La canción realizó una versión tremendamente popular y que resulta la versión más conocida en México. El vídeo musical se estrenó a finales de 2001 y después se filtró en YouTube por el canal AlbertoyRobertoVEVO el 24 de octubre de 2019. El vídeo tuvo 175 millones de reproducciones a partir de julio de 2025.
También sigue cobrando vistas en YouTube por la calidad del mensaje que envía a parejas enamoradas.